# Ionuț Negoiță

Robert și Ionuț Negoiță

Ionuț Negoiță (n. 30 ianuarie 1974, Măneciu, România) este un om de afaceri și fost investitor român, cunoscut în special pentru implicarea sa în clubul de fotbal FC Dinamo București și pentru proiectele sale de dezvoltare imobiliară.

## Biografie și carieră
După ce a lucrat o perioadă în străinătate, Negoiță s-a întors în România pentru a dezvolta afaceri. Alături de fratele său, Robert Negoiță, a fondat în 1998 compania Pro Confort, inițial orientată către produse de pardoseală. Firma s-a extins rapid în domenii precum producția de geamuri termopan și mobilier, devenind o componentă a grupului Confort. Începând cu anul 2020, Negoiță a revenit activ în sectorul imobiliar, dezvoltând ansambluri rezidențiale de anvergură în București, precum proiectul HILS Pallady, denumit după inițialele prenumelor copiilor săi. Averea sa a ajuns la aproximativ 260 milioane de euro, plasându-l pe locul 21 în clasamentul Forbes al celor mai bogați români.

### Viața personală
Negoiță a fost căsătorit timp de 11 ani cu Carmen Negoiță, cu care are doi copii, Ingrid și Harold. În urma divorțului din 2010, descris de Carmen ca o perioadă dificilă, omul de afaceri s-a recăsătorit cu Adina, medic de profesie, cu care are două fiice, Sara și Lara.

### Implicare în Fotbal și Controverse
Ionuț Negoiță a devenit acționar majoritar la FC Dinamo București în 2013, încercând să reorganizeze clubul și să-l redreseze financiar. Cea mai mare reușită a clubului sub conducerea sa a fost câștigarea Cupei Ligii în 2017, dar problemele financiare și performanțele nesatisfăcătoare ale echipei au adus numeroase critici din partea suporterilor. În vara lui 2020, Negoiță a cedat controlul către un grup spaniol condus de Pablo Cortacero.
În 2022, Înalta Curte de Casație și Justiție l-a achitat definitiv de acuzațiile de complicitate la bancrută frauduloasă. Deși Negoiță și-a exprimat regretul privind situația instabilă de la Dinamo, el nu intenționează să revină ca acționar, susținând că reorganizarea clubului necesită o structură de conducere profesionistă.